# کابالرو
کابالرو (به انگلیسی: Caballero) یک برند سیگار ایجاد شده در هلند است؛ مالک فعلی این برند بریتیش امریکن توباکو است. این برند در سال 1940s پایه‌گذاری گردید.